# 韩雅琴
韩雅琴（1938年—），吉林延吉人，汉族，中华人民共和国政治人物、第十一届全国人民代表大会山西地区代表。
毕业于中央财政金融学院会计专业。担任山西省太原英辉刑释解教人员安置帮教公司经理。2008年起担任全国人大代表。